# Xicat Interactive
Xicat Interactive est un éditeur de jeux vidéo britannique fondé en 2000 et basé à Londres.

## Ludographie
- The Amazing Virtual Sea Monkeys
- Ballistics
- Black Belt Challenge
- Black Stone: Magic & Steel
- Carmageddon: TDR 2000
- Charge'n Blast
- Cultures
- Coaster Works
- CowHunter
- Demonworld: Dark Armies
- Fila World Tennis
- F/A-18 Precision Strike Fighter
- Gothic
- Haven: Call of the King
- Hot Wired
- Incoming
- Invader
- Iron Aces
- Iron Aces 2: Birds of Prey
- Jane's Attack Squadron
- Larry Ragland 4x4 Challenge
- Lotus Challenge
- Metal Dungeon
- Rally Challenge 2000
- Sniper: Path of Vengeance
- Takeda
- Top Angler: Real Bass Fishing
- U.S. Special Forces: Team Factor
- Wetrix
- X-Plane 6
- Zanzarah : La Légende des deux mondes